# Gotische Oorlog (457-458)
De Gotische oorlog van 457-458 was een militair conflict tussen de Visigoten van Theoderik II tegen het West-Romeinse Rijk van keizer Majorianus. De oorlog ving aan in 457 met een opstand van de Goten in Aquitania die het Romeins gezag aan de kant schoven, gevolgd door een agressieve veroveringstocht in het aangrenzend Septimanië gericht op gebiedsuitbreiding. De oorlog eindigde met een Romeinse overwinning op de Goten in de slag bij Arles in 458.

## Achtergrond
In de aanloop van deze oorlog was sprake van een crisissituatie binnen het West-Romeinse Rijk. Keizer Avitus was in oktober 456 afgezet door de rebellerende generaals Ricimer en Majorianus en daarna vermoord. In de Gallische provincies kwam de Gallo-Romeinse aristocratie tegen deze afzetting in opstand en deden een beroep op de Bourgondische en Visigotische bondgenoten. De Visigotische koning Theodorik II (453 - 466) verbleef op dat moment in Spanje waar hij samen met de Bourgondische koning Gundioc een campagne voerde tegen de Sueven. Toen hen het bericht bereikte over de afzetting van de keizer en de opstand in Gallië liet Theoderik het commando over aan zijn generaals Sunerik en Cyrila en keerde terug naar Toulouse, terwijl Gundioc met zijn hele leger terug keerde naar de bergen van Sapaudia.
De kort daarvoor in het oosten benoemde keizer Leo I, die nu ook keizer van het westen was totdat hij een opvolger had aangewezen, erfde een moeizame relatie met het westen van zijn voorgangers. Hij was aanvankelijk niet genegen om samen te werken met de rebellerende generaals, maar ontbeerde voldoende invloed om het westen zijn wil op te leggen. Uiteindelijk vroeg de uiterst onstabiele situatie in het westen om een oplossing waardoor hij zijn oren liet hangen naar de twee generaals die de dienst uitmaakten in Italië.
Leo benoemde Ricimer tot patricius et magister militum opperbevelhebber met de titel van Patriciër en Majorianus tot magister militum, waarmee Majorianus de ondergeschikte werd van Ricimer. Daarmee schoffeerde hij Majorianus die vervolgens met de steun van de senaat Leo dwong hem tot Caesar te benoemen op 1 april 457. Toen deze aarzelde hem te erkennen riep Majorianus zich op 28 december 457, met steun van de Senaat en het leger, tot keizer van het westen uit.
De Gallische aristocratie beschouwden Majorianus verheffing door de senaat tot keizer als usurpatie en schoven een eigen kandidaat Marcellinus, militair commandant van Dalmatia, naar voren als opvolger van Avitus.Om zich te versterken tegen de Romeinse macht in Italië zochten zij steun bij de Bourgonden en Visigoten. Een afvaardiging die naast de senatoriale adel verschillende steden vertegenwoordigden wendde zich tot Gundioc en stuurden een gezant naar de keizer in het oosten. In ruil voor meer grondgebied steunde de Bourgondische koning de Gallo-Romeinen en stuurden milities naar de steden. Ook de Visigotische koning Theoderik stelde zich op achter de opstandelingen

## De oorlog

### Aanvang
Nu het interregnum na de dood van Avitus maanden duurde, de meeste Gallische steden en aristocratie zich afkeerden van Italië en de generaals Ricimer en Majorian onzeker waren wat ze nu moesten doen, zag Theoderik kansen om op Romeinse bodem een eigen staat te stichten. In de loop van 457 schoof hij het verdrag met de Romeinen aan de kant en kwam in opstand, waarmee de oorlog een aanvang nam. In Aquitanië trok hij alle macht naar zich toe en gaf zijn broer Frederik opdracht om de aangrenzende landstreek Septimanië te veroveren. Het antwoord hierop van het formeel gezag in Italië liet lang op zich wachten. Een inval in Noord-Italië van de Alemannen en in het zuiden van de Vandalen zorgden ervoor dat Ricimer en Majorianus hun aandacht op andere zaken moesten richten dan de Visigoten in Gallië. Toch hadden ze een meevaller met het keizerlijke leger in Gallië dat deels onder bevel van Aegidius stond, een generaal die zich trouw verklaarde aan Majorianus. Hiermee hadden ze nog wel een kaart in handen die spoedig ingezet zou worden.
De opmars van de Goten in het zuiden ging onverdroten voort nu zij geen tegenstand ondervonden. Frederik veroverde Septimanië en Theoderik II legde beslag op Narbonne waarmee de Goten toegang kregen tot de Middellandse Zee. Deze havenstad viel zonder wapengeweld in zijn handen dankzij het verraad van de Romeinse generaal Agrippinus zich in tegenstelling tot Aegidius wel afgekeerd had van Majorianus. Volgens Mathisens behoorde hij tot de Gallische opstandelingen die zich tot de Bourgonden hadden gewend. Desalniettemin raakten de Visigoten na de verovering van Septimanië in gevecht met het Gallische veldleger dat aangevoerd werd door Aegidus. Majorianus had hem tot magister militum per Gallias benoemde, ter vervanging van Agrippinus, en de opdracht meegegeven orde op zaken te stellen in Gallië. Bij Arles raakten de Visigoten met de Romeinen slaags waarbij Aegidius aan het kortste eind trok. Na zijn nederlaag trok hij zich terug uit het zuiden.

### Verdediging van Italië
Recimer en Majorianus konden geen versterkingen sturen nu zij in Italië zelf geconfronteerd werden met invallen van buiten. Vanuit Raetia drongen de Alemannen door op Italiaans grondgebied tot aan het Lago Maggiore. Daar werden ze onderschept en verslagen door de troepen van comes Burco, gestuurd door Majorianus om hen te stoppen. Een groep Vandalen landde in de zomer van 457 in Campanië, aan de monding van de Garigliano-rivier, en begon de regio te verwoesten en te plunderen. Majorianus leidde het Romeinse leger persoonlijk naar een overwinning op de indringers bij Sinuessa waarbij velen van hen werden gedood.

### De veldtocht in Gallië
Pas nadat hij zijn positie in Italië had geconsolideerd kon Majorianus zich concentreren op het herstel van de macht in Gallië. Daarvoor diende hij eerst het Romeinse leger te versterken. In tegenstelling tot onder Aetius had het Romeinse leger in dit stadium niet langer meer de mankracht en logistiek om zichzelf te onderhouden als voorheen. Majorianus rekruteerde massaal barbaren om het leger op sterkte te brengen. Sommigen hiervan waren Hunnen onder een zekere Tuldila, die afkomstig waren uit een groep die zich aan de Donau vestigde tijdens de ineenstorting van Attila's rijk. Anderen waren Rugi, Gepiden, Heruli en Goten uit Noricum en Pannonia, en het is waarschijnlijk dat Majorianus ermee instemde het grondgebied en de inkomsten die ze controleerden formeel te erkennen in ruil voor hun militaire diensten. Mogelijk heeft hij ook enkele van de resterende Pannonische Limitanei teruggetrokken Hoe dat ook zij, van de militaire commandant van Dalmatia Marcellinus kreeg hij steun die bestond uit het leveren van troepen en vlooteenheden.
Met zijn nieuwe gefedereerde troepen had Majorianus een krijgsmacht van goed 10.000 man bijeen gebracht. Hij benoemde Nepotianus tot zijn tweede generaal in rang achter Ricimer en marcheerde vervolgens over de Alpen richting Gallië. Hier sloot het Gallische leger van Aegidius zich bij hem aan, die zich ondertussen nog had versterkt met Frankische hulptroepen, en hun legermacht bedroeg nu 20.000 man, waarmee het Romeinse leger aanmerkelijk sterker was dat de krijgsmacht die Theoderik hier tegenover kon stellen.
Met het gros van zijn leger, aangevuld met loyale foederatien vergezeld van zijn generaals Aegidius en Nepotianus, trok Majorianus in 458 op tegen de Gallische opstandelingen die zich verenigd hadden met de Bourgonden van Gundioc. Zij trokken de Rhônedal binnen en versloegen de Bourgondiërs nog voordat deze zich had terug kunnen trekken in Lugdunum. Daarna waren de opstandige Gallische steden in het zuiden aan de beurt die zich een voor een aan Majorianus overgaven.

### De slag bij Arles
Hierna trokken de Romeinen op tegen de Visigoten van Theoderik die met zijn leger bij Arles, aan de monding van de rivier de Rhodanus (Rhône) verbleef.De daaruit voortvloeiende slag was een overweldigende nederlaag voor de Goten. Het Romeinse leger was oppermachtig in de strijd en won de veldslag. De verslagen Visigoten sloegen na de nederlaag op de vlucht en koning Theoderik II ontkwam ternauwernood aan de dood.

## Einde
Het Visigotische leger vluchtten naar Toulouse waar ze door het Romeinse leger ingesloten werden. Na een kort beleg gaf de koning zich over en begonnen vredesbesprekingen. In de vrede die Majorianus de Visigoten opdrong, dienden zij hun vestigingen in Spanje en Gallië op te geven en terug te keren binnen de grenzen van hun vestigingsgebied in Aquitanië volgens het oorspronkelijk foederati-verdrag met de Romeinen uit 418.